# Bajo la metralla
Bajo la metralla és una pel·lícula mexicana de drama polític del director mexicà Felipe Cazals estrenada el 1983. Va obtenir el Premi Ariel a la millor pel·lícula. L'argument és una adaptació lliure de "Les justes" d'Albert Camus.

## Sinopsi
Pedro (Humberto Zurita) comanda un grup rebel de guerrilla urbana. En un atemptat fallit contra un alt funcionari del govern rapten a Pablo (Manuel Ojeda), un ex-company de partit de Pablo. Els guerrillers són assetjats a la casa de seguretat i han de deliberar sobre el destí de Pablo.

## Repartiment
- Humberto Zurita…Pedro Mateo
- Alejandro Camacho…Andrés
- Manuel Ojeda…Pablo
- Salvador Sánchez…Tomás
- José Carlos Ruiz…Martín
- María Rojo…María
- Aurora Alonso…Carlota Serrano de Durazo
- Beatriz Marín…Marta
- Gerardo Vigil…Juan
- José Antonio Estrada…coronel José Ramírez

## Premis
En la XXVI edició dels Premis Ariel va ser nominada per a set categories de les més importants, obtenint quatre dels trofeus:
- Ariel d'Or per millor pel·lícula per a Felipe Cazals
- Ariel de Plata per millor direcció per a Felipe Cazals
- Ariel de Plata per millor actuació masculina per a Humberto Zurita
- Ariel de Plata per millor edició per a Rafael Ceballos

Nominacions (premis no aconseguits):
- Ariel de Plata per millor coactuació femenina per a Beatriz Marín
- Ariel de Plata per millor música de fons per a Leonardo Velázquez
- Ariel de Plata per millor escenografia per a Javier Torres Torija